# Zuchtwart
Der Begriff Zuchtwart kann zwei verschiedene Bedeutungen haben:

## Tierzucht
Zuchtwart bezeichnet heute in vielen Zuchtverbänden (vor allem bei der Zucht von Hunden und Katzen) diejenige Person, welche die Aufsicht über das Zuchtgeschehen der im Verband organisierten Züchter innehat. Insbesondere ist der Zuchtwart für die Einhaltung der Zuchtreglemente und -bestimmungen sowie die regulären Wurf- und Zwingerkontrollen verantwortlich. Daneben kann er je nach Verband Zuchtausschlüsse aussprechen oder Gesundheits- und Wesenstests anordnen. Im Allgemeinen führt der Zuchtwart auch eine Statistik über gefallene Würfe und importierte Tiere. Er führt das Zuchtbuch oder arbeitet dafür mit einem Zuchtbuchführer zusammen.
Eine weitere Hauptaufgabe des Zuchtwartes besteht in der Unterstützung und Beratung der Züchter bei allgemeinen Fragen und spezifischen Problemen sowie der Verbindung zwischen Züchtern, Mitgliedern und Vorstand. Je nach Zuchtverband kann ihm auch die Welpenvermittlung unterstellt sein.

## Zeit des Nationalsozialismus
Daneben ist Zuchtwart ein Begriff, mit dem der von 1933 bis 1942 amtierende deutsche Landwirtschaftsminister und eugenische Utopist Richard Walther Darré den Begriff „Eugeniker“ ersetzen wollte. Darré ging so weit, die gesamte menschliche Fortpflanzung in den Kontext einer Menschenzüchtungsutopie zu stellen. Er orientierte sich dabei am Vorbild der Tierzucht, welche er mit dem Anlegen von Hegehöfen auf den Menschen übertragen wollte.
Seine Züchtungsvision markiert den Übergang der eugenischen Gesellschaftsutopien in ihre Realisierung.